# Ligue baltique féminine de volley-ball
La Ligue Baltique est un championnat de volley-ball regroupant les meilleurs clubs des Pays baltes (Estonie, Lettonie  et Lituanie) créé en 2007 et inspiré par la Ligue baltique de basket-ball, elle est organisée par la Eastern European Volleyball Zonal Association (EEVZA). 

## Palmarès
| Année | Champion                | Finaliste             | Troisième             |
| ----- | ----------------------- | --------------------- | --------------------- |
| 2007  | Viimsi VK Milstrand/EBS | SVK Riga              | Jelgava/LU            |
| 2008  | Viimsi VK Milstrand/EBS | SVK Riga              | Tartu Ülikool/Eeden   |
| 2009  | GMP/Olympic Tallinn     | Viljandi Metall       | VK Ropaži/MSĢ         |
| 2010  | Viljandi Metall         | SVK Rīga              | Jelgava/LU            |
| 2011  | Pas de compétition      | Pas de compétition    | Pas de compétition    |
| 2012  | Pärnu Võrkpalliklubi    | Jelgava/LU            | VK Ropaži/MSĢ         |
| 2013  | Kommunalnik Mogilev     | Minchanka Minsk       | Atlant Baranovitchi   |
| 2014  | Kohila Võrkpalliklubi   | Jelgava/LU            | Achema KKSC Jonava    |
| 2015  | Kohila Võrkpalliklubi   | Achema KKSC Jonava    | Jelgava/LU            |
| 2016  | Kohila Võrkpalliklubi   | Kaunas VC Heksa       | TTÜ/Tradehouse        |
| 2017  | TK Kaunas-ASU           | Kohila VC/E-Service   | VK "miLATss"          |
| 2018  | Tartu Ülikool/Eeden     | Alytaus- Jotvingiai   | TK-Kaunas ASU         |
| 2019  | Alytaus Prekyba Parama  | Tartu Ülikool/Bigbank | Rīgas Volejbola skola |
| 2020  | Rīgas Volejbola skola   | TalTech/Tradehouse    | TÜ/Bigbank            |

## Bilan par clubs
| # | Clubs                   | Victoires | Années           |
| - | ----------------------- | --------- | ---------------- |
| 1 | Kohila Võrkpalliklubi   | 3         | 2014, 2015, 2016 |
| 2 | Viimsi VK Milstrand/EBS | 2         | 2007, 2008       |
| 3 | GMP/Olympic Tallinn     | 1         | 2009             |
| 3 | Viljandi Metall         | 1         | 2010             |
| 3 | Pärnu Võrkpalliklubi    | 1         | 2012             |
| 3 | Kommunalnik Mogilev     | 1         | 2013             |
| 3 | Heksa Kaunas            | 1         | 2017             |
| 3 | Tartu Ülikool/Eeden     | 1         | 2018             |
| 3 | Alytaus Prekyba Parama  | 1         | 2019             |
| 3 | Rīgas Volejbola Skola   | 1         | 2020             |

## Bilan par nations
| Rang | Pays        | Médaille d'or | Médaille d'argent | Médaille de bronze | Total |
| 1    | Estonie     | 9             | 4                 | 3                  | 16    |
| 2    | Lituanie    | 2             | 3                 | 2                  | 7     |
| 3    | Lettonie    | 1             | 5                 | 7                  | 13    |
| 4    | Biélorussie | 1             | 1                 | 1                  | 3     |